# Tierra-2 (DC Comics)

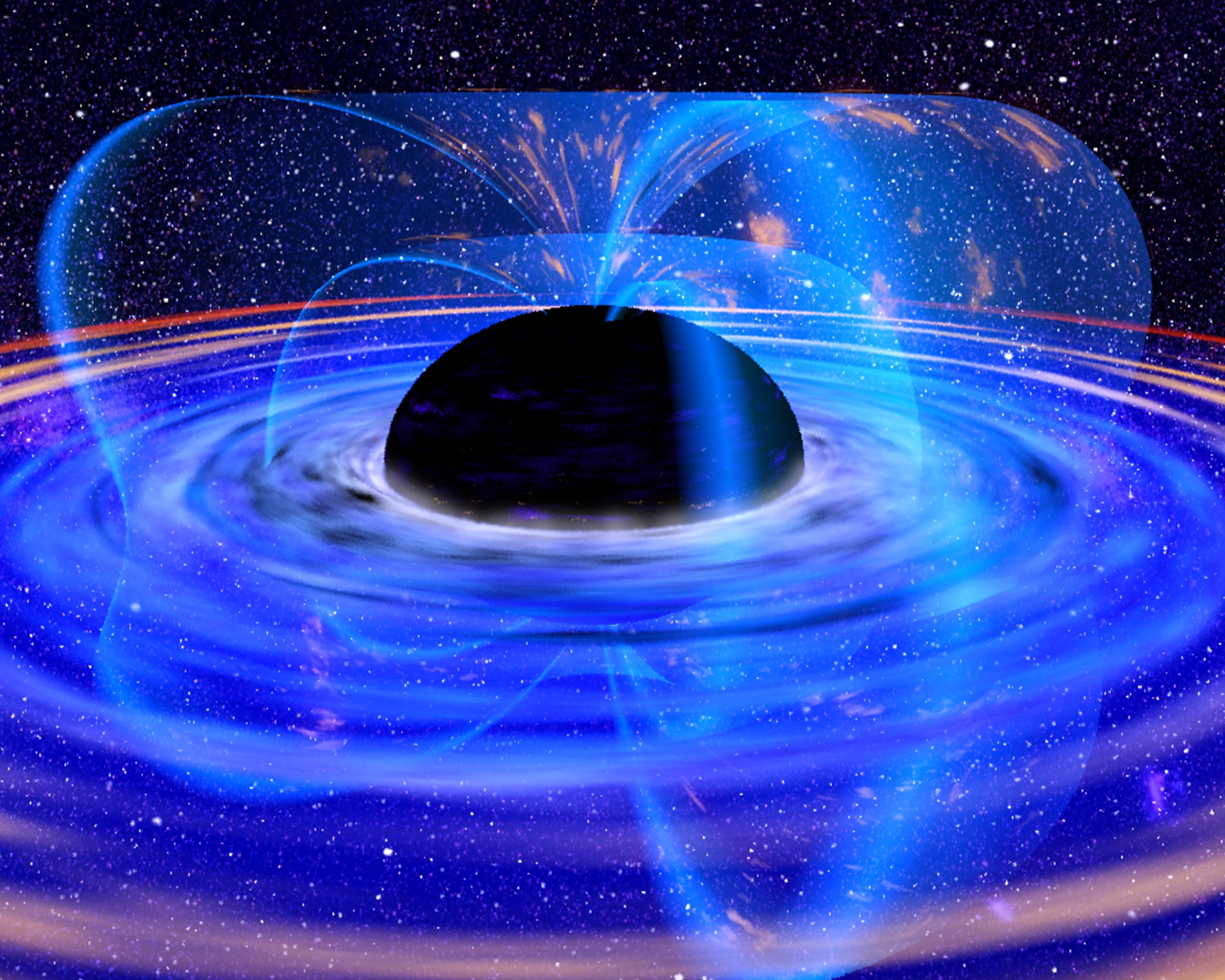
Tierra-2 es un mundo alternativo a la Tierra principal del Multiverso DC, vibrando a distinta frecuencia y que alberga a los personajes de la Edad de Oro (años 30 y 40) del cómic americano.

Tierra-2 es un universo imaginario creado en los cómics de la editorial norteamericana DC Cómics. Se trata de una realidad alternativa al universo en el que transcurren las historias de la continuidad oficial de la editorial (Tierra 1 hasta 1985), en la que viven los superhéroes originarios que fueron publicados durante la Edad de Oro del cómic, en los años 30 y 40 del siglo XX. Su principal singularidad radica en que esos personajes, que iniciaron sus carreras como vigilantes enmascarados en vísperas o durante la II Guerra Mundial, han ido envejeciendo con el paso del tiempo, lo que habitualmente no ocurre con sus contrapartidas de Tierra-1. Aparecida por primera vez en The Flash #123 (septiembre, 1961), su denominación se estableció en el capítulo “Crisis on Earth 1” de Justice League of America #21, en 1963.

## La Edad de Oro
Golden Age es la denominación aplicada a la primera gran época del cómic americano, acotada entre las décadas de los '90 y '40 (es el momento de la primera popularización del medio). Para la actual DC Cómics, y en referencia al género de los superhéroes (conocidos entonces como mystery men), aquella época se inicia con la publicación de la primera historia de Superman, en Action Comics #1 (junio, 1938). Su éxito inspiró la creación de otros muchos personajes, algunos convertidos en auténticos iconos: Batman, Mujer Maravilla… Poco después, en 1940, se presentaba el primer grupo de superhéroes de la historia, la Justice Society of America (All-Star Comics #3), creado por Sheldon Mayer y Gardner Fox. Un equipo que, al contrario que su sucesor, la JLA, se concibió no para encuadrar a los pesos pesados de la editorial sino para potenciar a personajes secundarios. Por ello Superman, Batman y Mujer Maravilla tuvieron como mucho una presencia testimonial, mientras que Flash y Linterna Verde figuraron en un principio para luego dar paso a otros fichajes. La formación original del equipo incluía a Hombre Halcón, El Espectro, Átomo, Doctor Fate, Sandman, Hourman, Linterna Verde y Flash. Posteriormente formaron parte de él Wildcat, Doctor Medianoche, Mister Terrific, Starman, Johnny Thunder, Star-Spangled Kid, Robin y Canario Negro.
En la segunda mitad de los años 40 se agrupó a los principales oponentes de la JSA en la Injustice Society. Aparecida por primera vez en All-Star Comics #37 (Oct-Nov 1947), fue creada por Sheldon Mayer y Bob Kanigher. Sus miembros originales era: Wizard, Brainwave, Gambler, Per Degaton, Thinker y Vándalo Salvaje, a los que posteriormente se unieron Fiddler, Sportsmaster, Tigresa, Icicle, Harley Quinn, Shade y Solomon Grundy.
Los años '50 supusieron el fin de esta etapa, con la clausura de la mayoría de los títulos de superhéroes (a excepción de los tres pilares de la editorial: Superman, Batman y Mujer Maravilla) sustituidos en el interés del público por otros géneros: western, ciencia ficción. Finalizando esta década crítica, sin embargo, renació el interés por los justicieros enmascarados de coloristas disfraces e imposibles superpoderes, en lo que se ha denominado Silver Age (Edad de Plata), y DC Comics decidió relanzar a sus antiguos personajes, remozándolos y adaptándolos a los nuevos gustos. Y el primero en retornar fue Flash (Showcase #4, septiembre-octubre de 1956, recreado por Gardner Fox, Bob Kanigher y Carmine Infantino), aunque aparte del nombre y los poderes nada tenía que ver con su antecesor: el viejo Jay Garrick (Flash Comics #1, enero de 1940), de casco alado y uniforme rojo y azul, dejaba paso a Barry Allen, el velocista escarlata.
Tras él resucitó toda la nómina de grandes cabeceras de la editorial: Linterna Verde (Hal Jordan sustituye a Alan Scott), Hombre Halcón (el alienígena Katar Hol toma el relevo del arqueólogo Carter Hall), Atom (el pequeño Al Pratt deja paso al diminuto Ray Palmer), etc… Así, nuevas versiones y nuevos personajes relegaron al olvido a la vieja guardia de la DC (sólo la trinidad de la editorial mantuvo sus personalidades originales: Kal-El/Clark Kent como Superman, Bruce Wayne como Batman y Diana Prince como Mujer Maravilla). Sin embargo lectores nostálgicos comenzaron a preguntar por los héroes desaparecidos, y la editorial ofreció una ingeniosa respuesta.

## El Flash de dos mundos
La explicación sobre dónde habían estado los héroes de la Golden Age vino de la mano del primer personaje resucitado. En The Flash #123 (septiembre, 1961, obra de Gardner Fox, Julius Schwartz y Carmine Infantino) Barry Allen descubría en la mítica historia "Flash of Two Worlds!" que haciendo vibrar su cuerpo a cierta frecuencia era capaz de desplazarse a un universo paralelo. Una realidad donde existía su antecesor, Jay Garrick, el Flash de la Golden Age. La explicación: el universo donde habitan ambos personajes no es único, sino múltiple. Había nacido el Multiverso.
Ambos universos, Tierra-1 (Silver Age) y Tierra-2 (Golden Age), ocupaban el mismo espacio, pero vibraban a distinta frecuencia. Las dos tierras eran casi idénticas, pero con ciertas diferencias: mientras los héroes de Tierra-1 habían comenzado sus carreras a finales de los años 50, los de Tierra-2 lo habían hecho a finales de los '30. Así, si el grupo superheróico por excelencia de esta era la Justice Society of America fundada en 1940, el de aquella era la Justice League of America estrenada en 1960 (The Brave and the Bold #28). Conceptos similares pero no idénticos.
A partir de entonces nuevas Tierras paralelas irían sumándose a la nómina del Multiverso (Tierra-3, Tierra-5, Tierra-S, Tierra-X), pero aquel se creó originariamente para albergar a los personajes de la Golden Age, y la justificación de su existencia siempre estuvo en función de la necesidad de acoger a Tierra-2.
El retorno de Jay Garrick abrió la puerta al regreso de los demás personajes de la Edad de Oro, comenzando por el resto de la JSA. Desde 1963 (JLA #21) se convirtió en tradición una aparición anual de esta en la serie de la Liga de la Justicia, encuentros que fueron denominados Crisis ("Crisis on Earth One", "Crisis on Earth Two", "Crisis on Earth Three"...) de la mano de autores como Julius Schwartz, Mike Sekowsky, Len Wein o Dick Dillin; costumbre que se prolongó hasta la extinción del Multiverso en 1985.

## All-Star Comics
El éxito de esas apariciones impulsó la publicación, 36 años después de su clausura, de una serie mensual propia para la JSA. En 1976 reaparecía la vieja cabecera que había acogido las historias de la Justice Society entre 1940 y 1951, All-Star Comics, retomando la numeración original (a partir del número 58). La serie no gozó de gran éxito (se canceló en el número 74, en 1978), pero sí de una dimensión artística interesante de la mano de Paul Levitz y Joe Staton, junto a otros aut
ores como Jerry Conway o Ric Estrada, que tuvo cierta continuidad tras la clausura de aquella en Adventure Comics.
Fue en esta etapa cuando se estableció el origen oficial de la Justice Society, en DC Special #29 (1977), de la mano de Paul Levitz y Joe Staton. Según estos, el gobierno británico habría solicitado en 1940 ayuda al presidente Roosevelt ante la inminente invasión alemana. Neutrales aún los Estados Unidos y atado el presidente por el compromiso adquirido durante su tercera campaña electoral, envío sin embargo a Flash, Green Lantern y Batman a la isla. La periperia culminó en Washington D. C., donde la JSA fue fundada oficialmente tras salvar la vida a Roosevelt frente a un ataque de valkirias convocadas por Adolf Hitler.

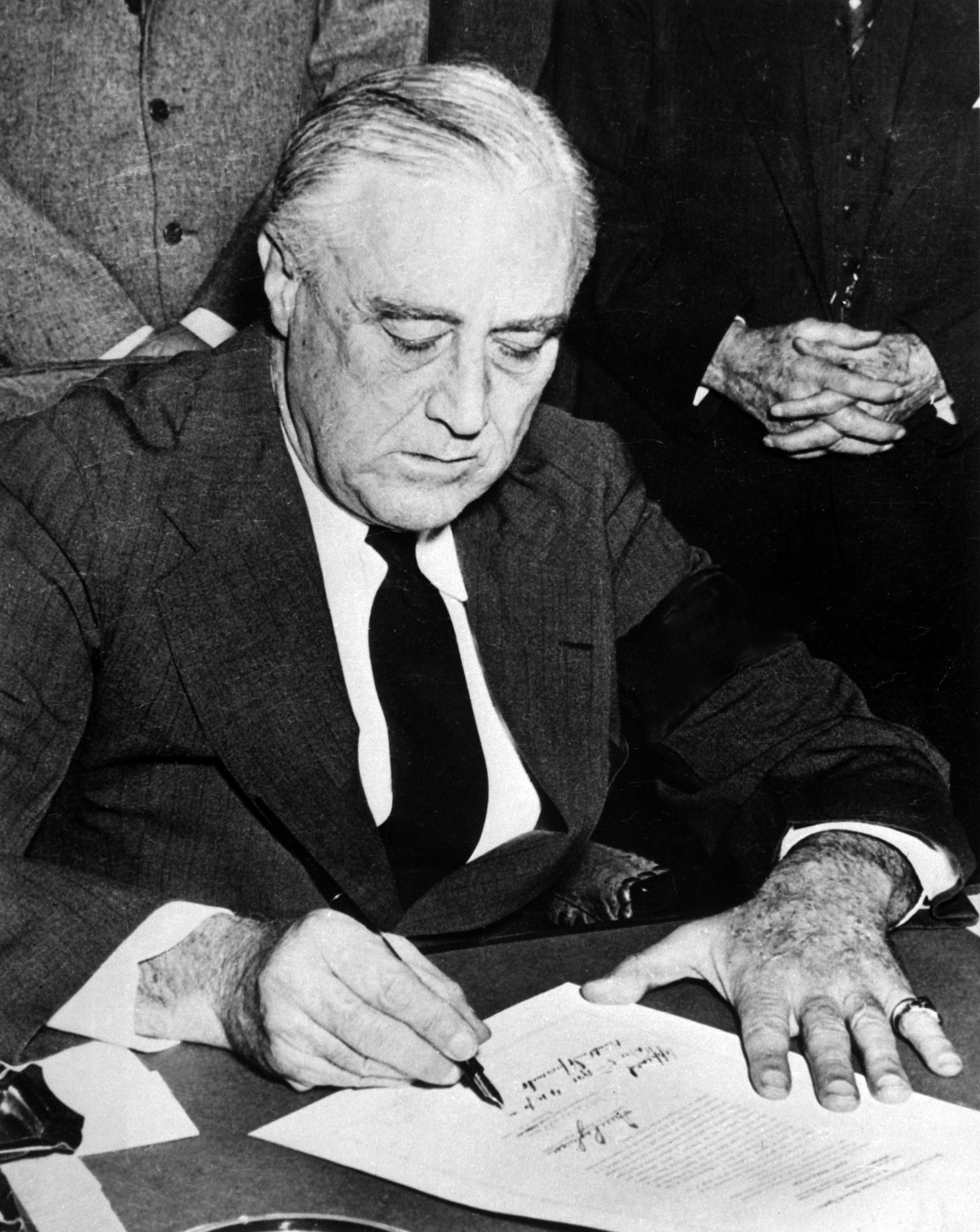
El presidente Roosevelt es un personaje crucial dentro de la continuidad de Tierra-2, al establecerse retroactivamente que su intervención fue determinante tanto para la fundación de la Sociedad de la Justicia como del All-Star Squadron.

Tierra-2 permitía a los autores una libertad generalmente inviable en las historias desarrolladas dentro de la continuidad oficial de las grandes editoriales. Si en esta no existe el principio de entropía, de modo que los eventos que alteran de alguna manera la realidad son tarde o temprano revertidos, regresando al statu quo de un universo estacionario, los personajes de la Golden Age, por el contrario, envejecían, se casaban, tenían hijos, morían… En definitiva, evolucionaban, hasta el punto de que llegó a asumirse que en Tierra-2 “todo era posible”. Así, paradójicamente, en cada crossover los integrantes de la JSA eran cada vez más viejos, en tanto los de la JLA mantenían eternamente su juventud.
De este modo durante los años '70 supimos que Clark Kent (ascendido a editor del Daily Star) y Lois Lane habían contraído matrimonio. También que Bruce Wayne (Batman) se había casado con una reformada Selina Kyle (Catwoman), y que ambos habían tenido una hija, Helena, que al crecer tomó el relevo de su padre como justiciera enmascarada de Gotham City con la personalidad de Huntress (DC Super-Stars #17, "Secret Origins", 1977), ingresando en la JSA. También que sus progenitores fueron asesinados (Adventure Comics #462), reforzando su vocación de justiciera (¿destino inevitable de los Wayne?). Huntress vendría a ser la réplica de la Batgirl de Tierra-1, pero con personalidad propia.
En Tierra-2 la prima de Superman, Kara Zor-L, llegó a la Tierra décadas después que Kal-L, por lo que compartía edad con su homónima de Tierra-1, pero su relación con Clark y Lois Kent fue prácticamente paterno-filial. Comenzó su propia carrera superheroica adoptando la identidad de Power Girl (All-Star Comics #8, 1976), desarrollando una personalidad (y un físico) mucho más definidos que Supergirl, quien nunca pasó de ser un apéndice del Hombre de Acero.
Ambos personajes, Power Girl y Huntress, ingresaron en la JSA, junto a otros fichajes de los 70 como Robin (el pupilo de Batman), Star-Spangled Kid o Red Tornado.
Así mismo se explicó que la desaparición de la mayoría de los personajes a comienzos de los 50 (sólo Superman, Wonder Woman, Batman y Robin permanecieron en activo -los únicos que mantuvieron su publicación ininterrumpidamente-) se debió a la presión del Comité de Actividades Antiamericanas, cuando el senador O’Falton (trasunto de McCarthy) les intentó forzar a hacer públicas sus verdaderas identidades. Los mystery men decidieron entonces retirarse ("The defeat of the Justice Society of America", en Adventure Comics #466, noviembre de 1979, por Paul Levitz y Joe Staton).

## Un mundo luminoso
Característica definitoria de Tierra-2, respecto a su contrapartida del Universo principal, es su carácter "luminoso". Vinculada directamente a las publicaciones de la Golden Age, sus personajes quedaron siempre impregnados de la ingenuidad de la primera época superheroica, construyendo un universo más simple, más amable, con una frontera definida entre el bien y el mal, en el que los villanos nunca atravesaban determinada línea en su maldad y los héroes actuaban sin ambigüedades morales ni zonas grises.
Luminosidad que contrastaba cada vez más con la evolución que vivía el cómic de superhéroes (en la DC y en sus competidoras), sobre todo una vez iniciada la década de los 80, cuando nuevos autores (Frank Miller, Alan Moore, Neil Gaiman, Grant Morrison) impulsaban una renovación materializada en la maduración del género, con tramas más elaboradas y realistas, personajes más complejos y por tanto más ambiguos, y un incremento de la violencia, oscureciendo los coloristas mundos de los justicieros enmascarados. Alguno de los personajes de Tierra-2, en un ejercicio metalingüístico, llegó a preguntar a sus contrapartidas de Tierra-1 el porqué de esa tendencia.
Las publicaciones situadas en Tierra-2 acentuarán así su carácter nostálgico, su tono de revival entrañable para fanes y nostálgicos de la época primigenia del cómic.

## Roy Thomaseditor de Tierra-2
La primera mitad de los años 80 supusieron una brillante revitalización para los viejos personajes de la DC, hasta el punto de rozar una nueva edad dorada. Nunca como en esos años Tierra-2 alcanzó tal desarrollo argumental y artístico, consolidando para sí un espacio claramente definido dentro de la continuidad de la editorial, ya no como un pintoresco ghetto, sino como un escenario con personalidad propia. También supuso el canto de cisne para el principal universo alternativo de la DC, pues esa vitalidad fue un grano más en la decisión que acabaría con el Multiverso a mediados de los años 1980. Y el gran artífice de todo ello fue Roy Thomas.
Thomas había sido uno de los grandes autores de Marvel Comics desde los años 60, hasta el punto de llegar a ser considerado posible sucesor de Stan Lee en el escalafón de la ediorial. Sin embargo en 1980 abandonó la casa de las ideas, supuestamente por diferencias con Jim Shooter. Inmediatamente después firmó con la DC tras una reunión con los directivos Jenette Kahn y Paul Levitz, comprometiéndose a realizar tres series: una denominada Ask Son of Thunder, otra sobre Wonder Woman y una tercera con la JSA de protagonista. Esta última era en la que Thomas estaba más interesado, porque desde siempre se había declarado una fan absoluto de la Golden Age, cuyos cómics había leído en su infancia. Ya durante su etapa en la Marvel había disfrutado rescatando The Invaders, los personajes clásicos de la editorial; el propio Visión creado por Thomas en 1968 (The Avengers #57), se basaba directamente en un predecesor de la Golden Age. De hecho en esa etapa había introducido conceptos inspirados en Tierra-2, como el Squadron Supreme (una versión de la JSA/JLA) o la Contra-Tierra (en clara referencia al mundo paralelo de la competencia). No resulta extraño, por lo tanto, que tras fichar por la DC pidiera convertirse en "Editor de Tierra-2". Según sus propias palabras:

“Toda la vida he deseado escribir un comic de la Justice Society. Para mí ha sido y sigue siendo mi comic favorito. Todo lo demás que he escrito: Avengers, X-Men, Justice League e incluso Infinity, es secundario comparado con mi interés por la Justice Society”
 Roy Thomas, Crisis en Tierras Infinitas #5, Ediciones Zinco, 1987

### All-Star Squadron

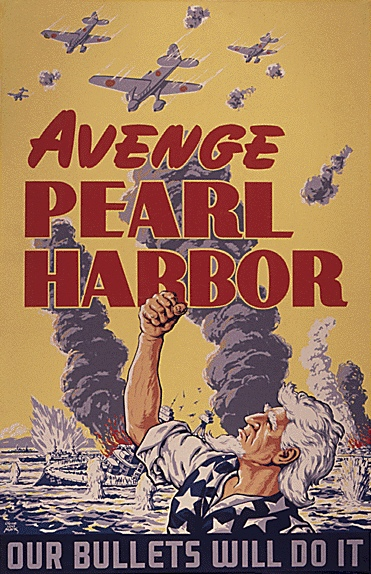
"Vengad Pearl Harbor - Nuestras balas lo harán". El ataque japonés a la base americana de Pearl Harbor el 7 de diciembre de 1941 impulsó al presidente Roosevelt a agrupar a todos los superhéroes estadounidenses en un solo equipo bajo su mando directo: el All-Star Squadron

Pero Roy Thomas no iba a contentarse con la SJA, quería revitalizar a todos los personajes de la Edad de Oro. Tierra-2 iba a convertirse en su gran patio de juegos. Para ello buscó una excusa argumental: la entrada de Estados Unidos en la II Guerra Mundial tras el ataque a Pearl Harbour habría impulsado al presidente Roosevelt a encuadrar a todos los superhéroes americanos en un solo grupo bajo mando directo de la Casa Blanca. Su nombre y título de la nueva publicación: All-Star Squadron (aludiendo a la vieja cabecera de los cómics de la JSA). Iniciada su edición en 1981 (el nuevo grupo fue presentado en JLA #193, en agosto de 1981, publicándose el primer número de la serie al mes siguiente), argumentalmente se situó en los inicios de las carreras de aquellos personajes, a comienzos de los años 40, y contó con los dibujos de Rich Buckler, Adrián González y, sobre todo, Jerry Ordway, quien definió con acierto el aspecto visual de la serie con su estilo clásico y un tanto retro. El cómic se erigió en un auténtico quién es quién de la Edad de Oro, cargado de nostalgia y realizado desde el cariño y el respeto, acertando en revitalizar a la vieja guardia de la DC envolviéndola en un premeditado tono naif que retrotraía al estilo de los cómics de los años 30 y 40. Como el propio Thomas explicó:

"Si perdemos a Alan Scott, el Linterna Verde original, ganamos a Robotman de Tierra-2; si dejamos de lado a Jay 'The Flash' Garrick, cogemos a Johnny Quick; Liberty Belle puede tomar el lugar de la Mujer Maravilla, junto con muchas otras superdamas. Incluso hemos tomado una versión Tierra-2 del Hombre Plástico. La serie no ha hecho más que empezar"

Hábilmente Thomas articuló el extenso reparto de la serie mediante tres niveles de protagonismo, permitiendo desarrollar los argumentos evitando distorsionar en exceso la continuidad de personajes consagrados.
- Así, el nivel principal recayó en personajes menores, justificado por la necesidad de que estos sustituyeran a la formación principal de la SJA, disuelta en los primeros días de la guerra tras la decisión de sus integrantes de alistarse en las fuerzas armadas. De tal manera que Jonnhy Quick, Liberty Belle, Robotman, Hawkgirl, Firebrand, Starman o Commander Steel conformaron un núcleo central que ejercía de enlace entre la Casa Blanca y la totalidad de justicieros adscritos al All-Star Squadron.

- Un segundo nivel estuvo integrado por los personajes de renombre que aparecían intermitentemente en las páginas del cómic, ejerciendo protagonismo en determinados momentos: Superman, Batman, la Mujer Maravilla, Linterna Verde, Flash, Hawkman Dr. Fate, Sandman, Hourman, El Espectro...

- El tercer nivel lo compuso el extenso plantel de personajes de la Edad de Oro, rescatado del olvido por Thomas, y que desfilaron por el All-Star como estrellas invitadas, ejerciendo de fugaces protagonistas, secundarios de lujos o extras de relleno, en un constante ejercicio nostálgico para fanes.

Thomas mostró con ello un alarde de erudición, al mostrar su minucioso conocimiento del material publicado originalmente, creando una técnica y un término profusamente utilizados con posterioridad en el mundo del cómic: la continuidad retroactiva o retcon (All-Star Squadron #20, abril de 1983). Esto es, los guiones escritos por Thomas respetaban escrupulosamente la cronología de las aventuras originales, esforzándose por insertar sus innovaciones en la continuidad anterior (no obstante, con el tiempo no pudo evitar determinadas contradicciones, sobre todo a partir de convertirse en editor de la serie tras sustituir a Len Wein). Rigurosidad que extendió a las relaciones de sus criaturas con la realidad, habida cuenta de que el All-Star Squadron existía en un período histórico muy definido: los Estados Unidos de la II Guerra Mundial. Así en la serie se esforzó por explicar lo que él consideraba incongruencias: ¿por qué los superhéroes americanos no intervinieron en Pearl Harbour? ¿Por qué un grupo de seres casi todopoderosos no combatieron directamente a las fuerzas del Eje? Thomas expuso ingeniosas explicaciones a todo ello, siempre procurando respetar lo máximo posible los hechos históricos.

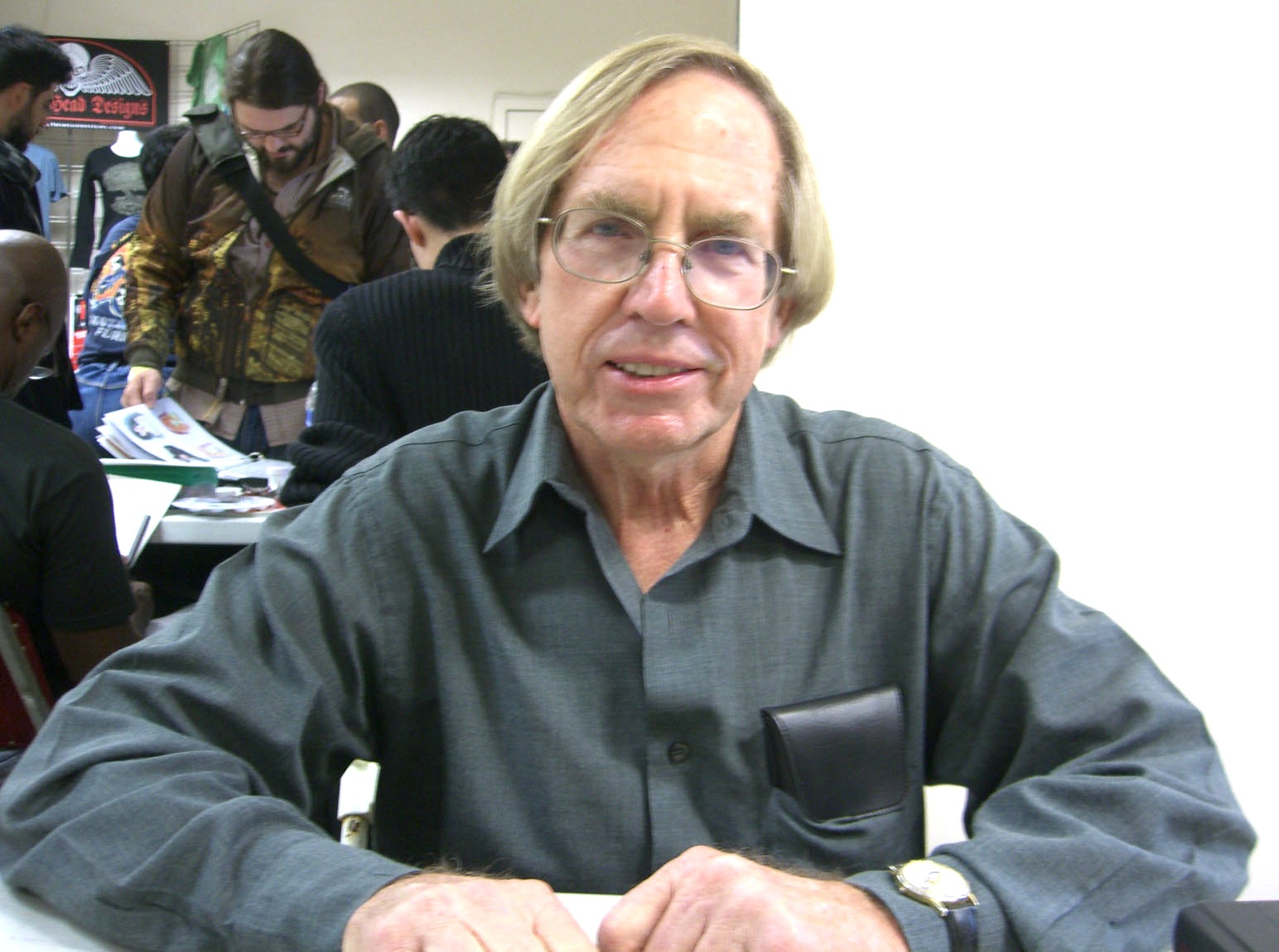
La llegada de Roy Thomas a DC en 1980 supuso una intensa profundización y revisión de los personajes de Tierra-2, logrando para muchos de ellos una nueva Edad de Oro.

Hechos, no obstante, planteados desde una visión abiertamente proamericana y con una interpretación de la contienda mundial un tanto simplificada y bidimensional, presentando a unos Aliados (básicamente norteamericanos y británicos) plenos de virtudes (simbolizados en los héroes del All-Star) frente a alemanes y japoneses siempre perversos y sádicos (encarnados en los supervillanos fascistas creados expresamente para la serie), al tiempo que quedaba ninguneada o menguada la aportación de otros protagonistas de la guerra, caso de los rusos.
Respecto al ataque japonés del 7 de diciembre de 1941, a la JSA le habría sido imposible intervenir por hallarse en pleno enfrentamiento contra una alianza de supervillanos encabezados por Per Degaton. Cuando al fin la Sociedad, junto a otros héroes que luego integrarían el All-Star Squadron, pretendieron tomarse la revancha descubrieron que no podían penetrar en territorio controlado por las fuerzas del Eje sin sucumbir al control mental generado por las fuerzas místicas de la Lanza del Destino, en poder de Hitler, en combinación con las del Santo Grial, en manos del general Tojo, dictador de Japón.
También buscó una justificación a la sorprendente vitalidad de unos justicieros que se mantenían en activo cuando la mayoría de ellos se internaban ya en la tercera edad: durante una batalla contra un criminal llamado Ian Karkull, ocurrida en los años 40, se habrían visto expuestos a una energía cronal que ralentizó su envejecimiento.
Además de todos los miembros de la JSA, Dollman, Human Bomb, Jester, Kid Eternity, Midnigth, Phantom Lady, Plastic Man, Ray, Red Bee y Uncle Sam). Parte de estos últimos formarían el grupo Freedom Fighters. Thomas rescató así mismo a toda una legión de personajes prácticamente olvidados: Jonnhy Quick, Guardian, Liberty Belle, Manhunter, Robotman, Commander Steel, Sargon, Mr. America, Tarantula, TNT y Dyna-Mite, Zatara. También incorporó algunos personajes de su creación, Amanzing Man (primer miembro de raza negra del grupo). El cuartel general del Squadron fue instalado en el Perisferio, un monumento real que, junto con el Trylon, formaba la estructura central de la Exposición Universal de Nueva York celebrada entre 1939 y 1940.
Asimismo fueron rescatados y redefinidos viejos supervillanos como Per Degaton, Solomon Grundy, Sky Pirate, Profesor Zodiak, Brainwave, Ultra Humanite, Dr. Hastor, Cyclotron o Deathbolt. A los que se sumaron nuevos enemigos vinculados al Eje, caso de los nazis Baron Blitzkrieg, Schwarzer Meuchelmorder, Zyklon y Night & Fog, o los japoneses King Dragon, Kung, Tsunami y Sumo the Samurai.

### Infinity Inc.
El desarrollo de los personajes de la edad dorada lo realizó Thomas, además, en otra serie titulada Infinity Inc. Situada en el presente, la denominación hacía referencia a un grupo de superhéroes que agrupaba a los hijos y protegidos de una envejecida JSA, cuya primera aparición tuvo lugar en All-Star Squadron #25 (septiembre de 1983). Guiado por esa constante multiversal que parece obligar a que cualquier concepto introducido en la continuidad DC acabe generando una réplica, Thomas se inspiró en el éxito de los New Teen Titans de Tierra-1 (los protegidos de la JLA) para rejuvenecer el paisaje superheroico de la Tierra-2 de los años 80. En ella pudo no sólo mostrar los efectos del paso del tiempo en sus queridos personajes clásicos, sino indagar originalmente en las relaciones que podrían establecerse entre diferentes generaciones de superhéroes y, en definitiva, en los problemas de la relación padre-hijo. Los integrantes de Infinity Inc., Fury (hija de Wonder Woman), Silver Scarab (hijo de Hawkman y Hawkgirl), Nuklon (ahijado de Atom), Northwind (protegido de Hawkman), Obsidian y Jade (hijos de Green Lantern), y Brainwave Jr. (hijo del enemigo de la JSA de mismo seudónimo). A ellos se unieron Power Girl y Huntress. Posteriormente incorporó a unos nuevos Hourman, Wildcat y Dra. Midnight. La serie se editó entre marzo de 1984 y junio de 1988.
Otras publicaciones en las que Thomas exploró conceptos de Tierra-2 fueron America vs. Justice Society, que en 1984 indagó en determinados secretos del grupo, y Secret Origins, crónica nostálgica sobre los orígenes de los personajes.

## Crisis en Tierras Infinitas

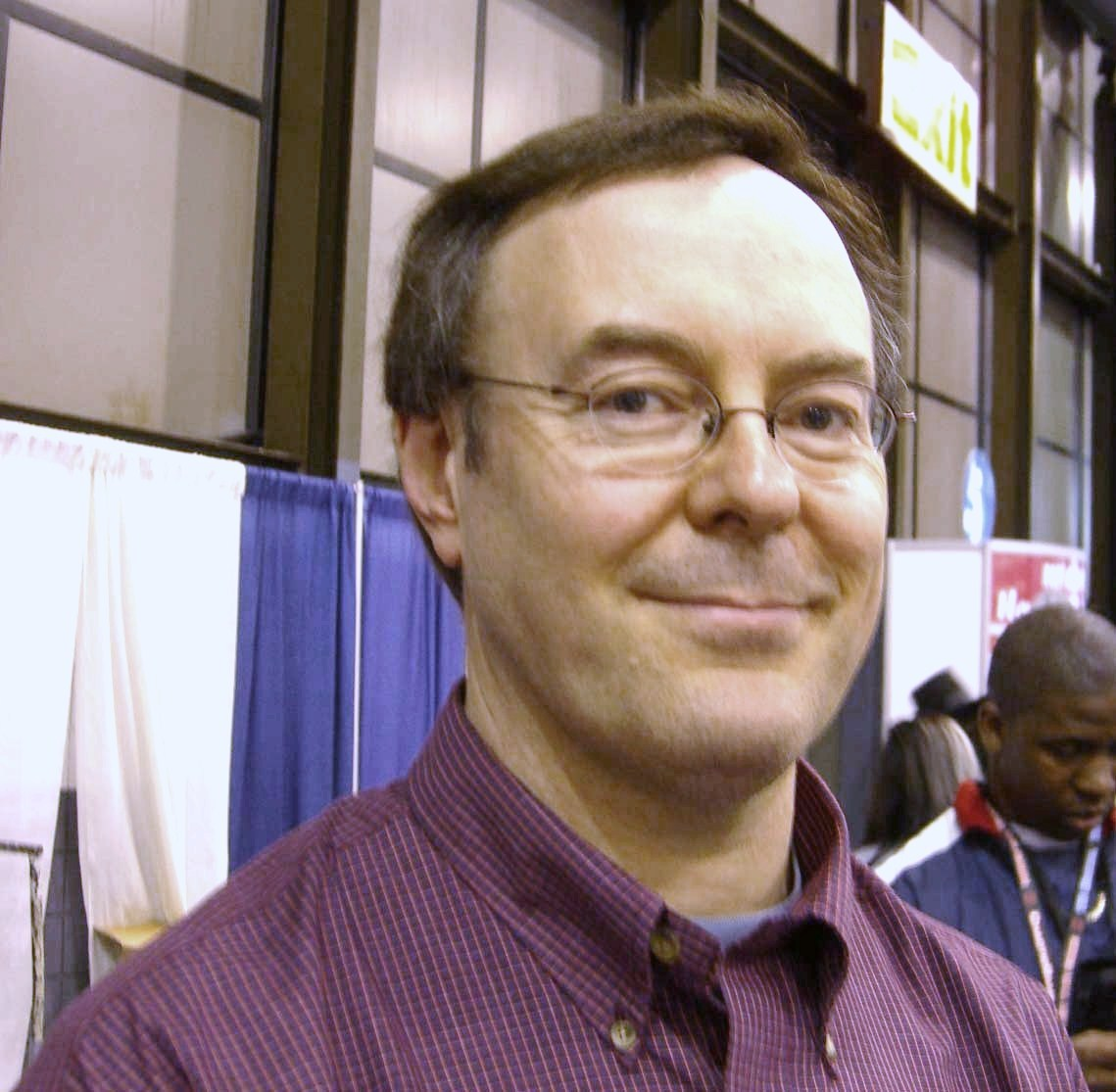
Jerry Ordway en la Convención de Cómics de Nueva York de 2008. En los años 80 definió el estilo artístico de Tierra-2 con su trabajo en All-Star Squadron e Infinity Inc..

Mientras Roy Thomas desarrollaba Tierra-2, la editorial estaba tomando decisiones que concluirían en la desaparición de esta. Iniciados los años 80 el original concepto de Multiverso se había convertido en una pesadilla para DC Comics, en una hydra de mil cabezas. La proliferación de Tierras paralelas y la saturación de personajes replicados lo habían convertido en algo demasiado confuso e incomprensible, aparte del hecho de que la principal editorial competidora llevaba tiempo tomando la delantera con conceptos más innovadores. Problema al que All-Star Squadron colaboró a engordar al convertirse, no sólo en un inmenso revaival de viejos personajes, sino el principal escaparate del Multiverso, ejerciendo a veces como caótico cajón de sastre de diferentes épocas y tierras paralelas, incluyendo personajes adquiridos por la DC a editoriales en quiebra.
Se propuso entonces una renovación profunda y completa de toda la línea editorial, y ello pasaba por la desaparición del Multiverso y la inserción de todos los personajes en una única continuidad, en un solo Universo. Ello se concretó en una serie mítica y fundacional: Crisis on Infinite Earths, publicada en 1985.
Y si el Multiverso fue creado originalmente para contener a Tierra-2, la desaparición de aquel habría de tener por fuerza consecuencias traumáticas entre los habitantes de esta. Todos aquellos personajes duplicados (Superman, Batman, Robin, Wonder Woman, Green Arrow, Speedy) desaparecieron de la continuidad, y muchos de los otros hubieron de sufrir alteraciones radicales (los orígenes de Power Girl se convirtieron en un dolor de cabeza durante años).
En el caso de Robin, Huntress, Green Arrow y Speedy, todos ellos perecieron en combate durante el transcurso de la Crisis. El Batman de Tierra-2, fallecido años antes, simplemente desapareció de la continuidad sin dejar rastro en el nuevo Universo. Wonder Woman, por su parte, pudo exiliarse en el Olimpo junto a su marido Steve Trevor (Fury, su hija, hubo de sufrir la reconstrucción de su origen, al igual que su contrapartida de Tierra-1, Wonder Girl). Superman, el héroe primigenio, partió hacia un indeterminado limbo junto a su esposa, Lois Lane, tras la batalla final contra el Antimonitor (con este sacrificio Kal-L, el Hombre del Mañana que inauguró su carrera en 1938, salvó por última vez el mundo). Power Girl, su protegida, tardaría años en recordar sus orígenes en Tierra-2 (durante Infinite Crisis)
Roy Thomas, contrario a la desaparición de Tierra-2, realizó un esfuerzo titánico por reorganizar la continuidad retroactiva de la Golden Age e intentar saturar las incoherencias y paradojas que la Crisis había provocado (tras mucho resistirse introdujo los cambios entre los números 58 y 60, dedicando las últimas entregas de All-Star Squadron para redefinir unos personajes a los que prácticamente había hecho suyos). Lo que no pudo salvar fue la supervivencia de sus series: All-Star Squadron quedaba clausurada en su número 67 (1987) e Infinity Inc. cerraba en 1988.
Ensayó un intento de continuarlas en una nueva serie, Young All-Stars (dibujada por Dan Thomas y Michael Bair, el grupo lo formaban Dan The Dyna-Mite, Flying Fox, Fury I, Iron Munro, Neptune Perkins, Tigress y Tsunami), cuyo objetivo principal fue conservar la continuidad buscando sustitutos a los personajes eliminados, pero durante una larga temporada la generación de la Golden Age hubo de resignarse a un nuevo ocaso. Como certificado de defunción el propio Thomas publicó en 1986, junto a David Ross y Mike Gustovich, el cómic The last days of Justice Society of America, en el cual el viejo grupo salía de la continuidad del nuevo Universo DC para combatir eternamente en el Ragnarök desencadenado por Hitler en su búnker en 1945, utilizando la Lanza del Destino como canalizador de la energía de Espectro (disipada desde el origen de los tiempos tras su batalla con el Antimonitor durante la Crisis) y que amenazaba con destruir la Nueva Tierra. Sólo Power Girl, Star-Spangled Kid, Doctor Fate y Espectro se libraron de tal destino.

## Resurrección

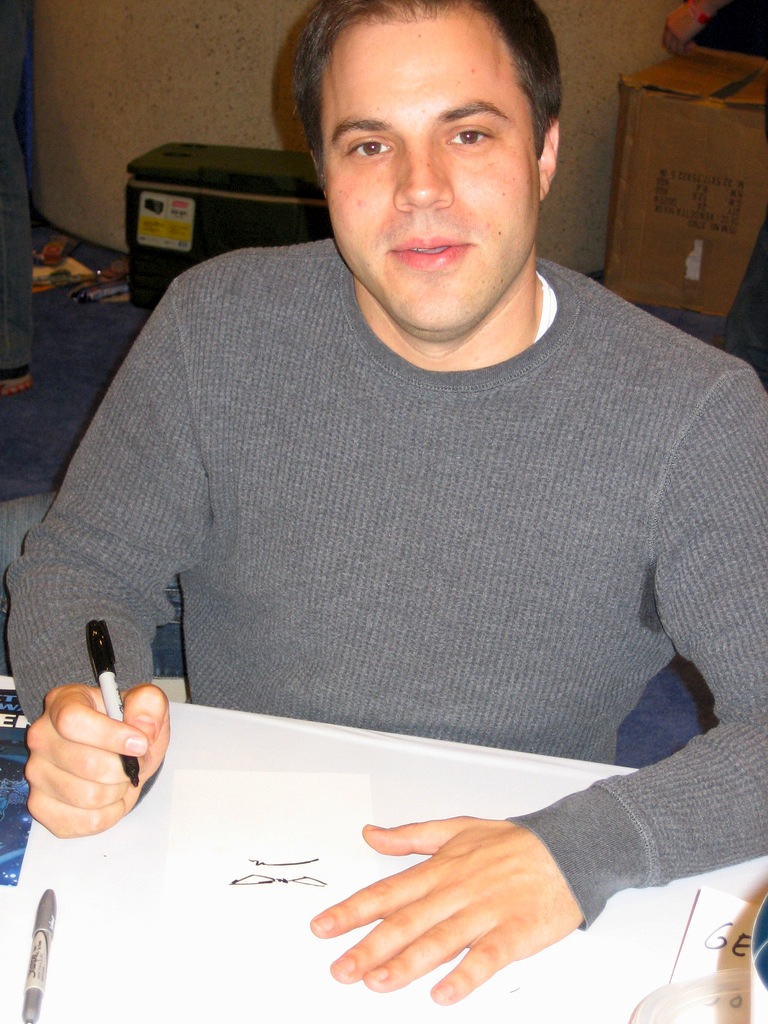
Geoff Johns en WonderCon. Es uno de los artífices del exitoso regreso de la Sociedad de la Justicia.

La que pareció desaparición definitiva de los viejos hombres misteriosos vendría a ser, sin embargo, una retirada temporal. Sus fanes pedían su regreso y en la saga Armageddon: Inferno el grupo retornaba a la continuidad DC, recuperando serie propia en 1992 (Justice Society of America, de Len Strazewski y Mike Parobeck), aunque esta sólo duró diez números (en ella aparece por primera vez Jesse Quick, hija de Johnny Quick y Liberty Belle).
Después, entre 1993 y 1994, dentro de la línea Elseworlds (fuera de la continuidad DC), la JSA protagoniza su publicación más notable de la década: JSA: The Golden Age. Cuatro número escritos por James Robinson, Paul Smith y Richard Ory, situados tras la II Guerra Mundial, en los que se relata la difícil adaptación de los justicieros enmascarados en la Norteamérica de la Guerra Fría y al comienzo del macartismo, viéndose convertidos en un producto “desfasado” (un guiño al Watchmen de Alan Moore y Dave Gibbons). Una serie realizada con todo el cariño a una época y a unos personajes, que profundiza en su aspecto humano y analiza críticamente una parte de la historia de los EUA, pero haciendo un guiño al carácter lúdico y divertido de los primeros cómics -artísticamente hay evidentes referencias a Alex Raymond y Steve Ditko-.

"En resumidas cuentas, estamos ante uno de los mejores cómics publicados en los años 90, hecho desde un profundo respeto, admiración y ternura hacia una época en la que se forjaron grandes mitos, aún vigentes hoy en día en parte gracias al talento de autores como Robinson y Smith, empeñados en impedir que un legado de valor incalculable se pierda en el olvido".
 David Fernández, zonanegativa.com, 18 de marzo de 2006

En 1994, dentro de la continuidad, la mayor parte del grupo es muerto o incapacitado en la serie Zero Hour, durante la cual la energía cronal que mantenía la vitalidad de los héroes es eliminada por el villano Extant. Atom, Dr. Mid-Nite y Hourman mueren inmediatamente. Hawkman y Hawkgirl se unieron en un nuevo Hawkgod, resultado en sus muertes. Dr. Fate fallece por envejecimiento poco después. Green Lantern mantiene la vitalidad pero pierde su anillo y como consecuencia cambia su seudónimo por Sentinel. El resto del equipo era ahora demasiado viejo para continuar la lucha contra el crimen y se retira. Starman cede su legado a sus hijos, que protagonizan una nueva serie, germen de la enésima resurrección del equipo.
En 2006 se pone en marcha una nueva serie mensual protagonizada por la JSA, realizada por Geoff Johns (guiones), Dale Eaglesham (dibujos), y Alex Ross (portadas), con la firme intención de renovar al grupo alrededor de una idea central: el legado. La JSA vendría a ser, dentro del Universo DC y como grupo inaugural, la mantenedora de un legado de justicia que pasaría de generación en generación, instituida en referente moral y simbólico de la familia superheroica de ese mundo de ficción. Así, el equipo está ahora formado por héroes veteranos que actúan como mentores de nuevos talentos (generalmente reinterpretaciones de los viejos personajes desaparecidos o retirados).
Como colofón de ese proceso de recuperación, Tierra-2 ha regresado a la existencia tras más de veinte años en el limbo. Temporalmente en la saga Infinite Crisis (4 números, 2006) y definitivamente en 52 (52 números semanales, a partir de mayo de 2006). El Multiverso ha regresado a la continuidad de la editorial, aunque con características novedosas. Ya no es un Multiverso infinito, sino limitado a 52 Tierras paralelas, y en principio se pretende un mayor orden y claridad en su estructura. Sin embargo hasta el momento predominan más incertidumbre que certezas.
Respecto a Tierra-2, en el último número de 52 aparecía fugazmente en una viñeta, mostrando a sus integrantes clásicos con diseños diferentes a los habituales. Sin embargo en JSA Annual #1, auténtica carta de presentación de la renacida Tierra-2 (escrita por Goef Johns y dibujada por Jerry Ordway), argumental y estéticamente sus personajes enlazan directamente con el mundo desaparecido en 1985. Estos, además, no parecen tener constancia de lo sucedido a partir de la Crisis. Se nos aclara, eso sí, que durante el interregno la mayoría de los integrantes de la JSA se han retirado (aunque siguen vivos) y han sido sustituidos por sus sucesores de Infinity Inc., quienes han fusionado ambos grupos en una nueva Justice Society Infinity. Power Girl, desplazada a su supuesta Tierra de nacimiento por el poder de Gog descubrirá, sin embargo, que no ha regresado al hogar, pues en ella se encuentra con una doble de sí misma.
La respuesta la aporta Starman (JSA #20): la reaparición del Multiverso tras Crisis Infinita no ha significado la recuperación del Multiverso original, sino una recreación. La Tierra-2 actual no es la pre-Crisis, sino una versión que contiene a su propia Kara Zor-L; un mundo que recuerda los cielos rojos de la primera Crisis, pero nada de los sucesos posteriores acaecidos en la Nueva Tierra, ni tampoco del Multiverso original. Power Girl, por tanto, continúa siendo la única superviviente de la Tierra-2 en que creció.

### Flashpointy elReinicio del Universo DC: Recreando una nueva Tierra-2
Durante el transcurso de la serie Flashpoint se vino anunciando un reinicio de todo lo que se ha llamado Universo DC con la inclusión de nuevos personajes, reinvenciones y una nueva etapa dirigida a los nuevos lectores. Ello supone la cancelación de todas las series de la editorial y el relanzamiento de sus 52 colecciones desde el número 1, simultaneando publicaciones de formato digital y de papel. Con esto se da más espacio a una nueva época en la cual La Nueva Tierra-2 de los 52 Universos existentes tras Crisis Infinitas cobre más importancia, puesto que los llamados "héroes" de la edad de oro que existían en New Earth o Tierra-0 fueron borrados de dicha Tierra, haciendo más cabida en que estos personajes renacieron en la Tierra-2 post-crisis, como se vio en la revista de la Justice Society of America Annual vol. 2 #1. Las historias de dicha tierra paralela y los héroes de la JSA serán vueltos a traer por los guionistas y dibujantes de la editorial DC Comics, James Robinson y Nicola Scott en una serie que se prevé para 2012.

## Reinicio del Universo DC parte II: Historietas Tierra 2 y World's Finest (2012-presente)
En 2012, Tierra-2 es reincorporada de manera oficial, ya que además, es el nuevo título de DC Cómics que hace parte de la ¨Los Nuevos 52¨: La Segunda Ola (cuya serie trajo la cancelación de 6 series de la primera Ola del Reinicio del Universo DC, conocida como Los Nuevos 52), la serie de nuevos títulos lanzados en el mes de mayo de 2012, y que es escrita por James Robinson, y dibujada por Nivola y Trevor Scott, los cuales se encarga de una nueva historia y una versión más moderna de los héroes de la edad de oro, aunque con diferente origen y perspectiva vista frente a lo escrito en esta tierra alternativa, y que en el pasado dichas historias habían sido plasmadas en las historias de All-Star Cómics y los primeros Números de World's Finest Comics, que además, fue también relanzada bajo un segundo título que, por esta ocasión sólo será titulada como World's Finest, serie hermana de Tierra-2.

## Anexos de Tierra-2
Apariciones de Tierra-2 en publicaciones de DC Comics
Autores de All-Star Squadron
Sagas de All-Star Squadron